# Melitaea alpina
Melitaea alpina är en fjärilsart som beskrevs av Otto Staudinger 1861. Melitaea alpina ingår i släktet Melitaea och familjen praktfjärilar. Inga underarter finns listade i Catalogue of Life.